# Dunakeszi sajtó
Dunakeszi városában számos sajtóorgánum jelenik meg.  

## Dunakeszi Polgár
A nyomtatott újságok közül kiemelkedik a Dunakeszi Polgár című havilap, amelynek 2020-ban a 21. évfolyama jelent meg (a lapot 1995-ben alapították). A családi vállalkozás keretében megjelenő Polgár több önkormányzati cikluson keresztül megőrizte vezető szerepét. Tulajdonos-főszerkesztője Vetési Imre. Az ingyenes, a dunakeszi postaládákba is kézbesített újság napjainkban mintegy 18 000 példányban jelenik meg, általában 32 oldalon. 

## Dunakanyar Régió
A 22. évfolyamánál járó Dunakanyar Régió a Dunakeszi Polgár „testvérlapja”. Az A3-as méretű lap kéthetente jelenik meg, 25 000 példányban, és tájékoztatja a környék lakosságát, mivel nemcsak Dunakeszin, hanem Fót, Szentendre, Göd, Sződliget, Vác, Verőce, Kismaros, Nagymaros, Zebegény és Szob területén is megjelenik, feldolgozva ezen települések híreit. A jelenleg nyolcoldalas újság Dunakeszinek általában 1-2 oldalt szentel. A lap kiadó-főszerkesztője Vetési Imre.

## Dunakeszi Helytörténeti Szemle
Az évente három alkalommal (május, szeptember, december) napvilágot látó Dunakeszi Helytörténeti Szemle című folyóirat a város helytörténeti lapja. A Szemle nem a jelenkor eseményeiről tudósít, hanem a régmúlt történéseit kutatja. A cikkeket helytörténeti kutatók, illetve a helyismeret iránt vonzalmat érző civilek írják. A rendszerint tizenkét oldalas lap kiadója a DÓHSZK Kölcsey Ferenc Városi Könyvtár, főszerkesztője Lőrincz Róbert könyvtárigazgató; szerkesztője, dr. Kerekes Dóra, a Révész István Helytörténeti Gyűjtemény vezetője. Nagy előnyei közé tartozik, hogy a 2008 óta megjelent minden lapszám elektronikusan is, bárki számára hozzáférhető.

## Kultúrnegyed
2011 tavaszától negyedévente jelenik meg a Kultúrnegyed című programfüzet, amely a város kulturális, sport és szabadidős programjait gyűjti össze. Az önkormányzati kiadású programajánlót a VOKE József Attila Művelődési Központ munkatársai szerkesztik.

## Online hírforrások
Az online hírforrások közül elsőként említendő a város honlapja, a www.dunakeszi.hu. A weboldal 2017 szeptemberében megújult, kiemelt funkcióként megjelenik rajta az ügyintézés, a friss hírek és programinformációk.
Az online hírportálok közül a legnépszerűbb a www.dunakeszipost.hu. A 2015-ben indult internetes újságban közérdekű és színes hírek, vélemények olvashatók.